# Am Binnenwasser 3 (Гольцхайм)

Am Binnenwasser, 3 (рус. Ам Бинненвассер,  дом № 3, или улица "В озере", № 3") — жилое здание, охраняемый законом памятник архитектуры № 1 в административном районе Гольцхайм города Дюссельдорф (Северный Рейн-Вестфалия, Германия).

## Общие сведения
Жилой дом построен архитектором Карлом Кригером в 1913 году для дюссельдорфского художника Бернхарда Гауера. Здание заканчивает с западной стороны компактную группу жилых построек улицы Ам Бинненвассер. 
Наиболее яркая часть постройки — высокий ступенчатый щипец фасада с крупными объёмами вокруг большого окна мансардной части, использовавшейся в качестве ателье художника. На первом этаже вперёд выступает полукруглый эркер с вытянутыми вертикально оконными проёмами. Для входной двери выстроено специальное крыло на правом углу здания. Сама входная дверь сохранилась со времени строительства. Внутри дома, на первом этаже, частично сохранились старые лепные украшения потолка и часть покрытия пола.  На этажах сохранились несколько дверей начала XX века.
В 1997-1998 годах была произведена полная реставрация помещений и техническое обновление коммуникаций. При этом был удалён потолок, разделявший ателье на две части. Помещение получило новую галерею. Объёмы пространства подчёркиваются внутренней лестницей. Крыша покрыта черепицей.
Решение о придании дому охранного характера было принято правительством Дюссельдорфа 28 февраля 1982 года.